# Jack Klugman
Jacob Joachim Klugman, detto Jack (Filadelfia, 27 aprile 1922 – Northridge, 24 dicembre 2012), è stato un attore, regista e scrittore statunitense.
È conosciuto al grande pubblico per il ruolo del dott. Quincy nella serie televisiva Quincy (1976-1983) e precedentemente, per aver interpretato Oscar Madison nella serie La strana coppia (1970-1975).

## Biografia

### Carriera
Nato a Filadelfia, Jack Klugman iniziò a recitare dopo aver combattuto nell'esercito americano durante la seconda guerra mondiale. Nei suoi primi anni di carriera, condivise la stanza a New York con Charles Bronson, quando ancora nessuno dei due era famoso. Frequentò la Carnegie Mellon University, laureandosi nel 1948.
Recitò in numerosi film divenuti classici del cinema, tra cui La parola ai giurati (1957), nella parte del giurato numero 5, ed è stato l'ultimo a morire tra gli attori che recitarono nella parte dei giurati in quello che Klugman giudicava il suo film preferito. Tra gli altri film, recitò ne I giorni del vino e delle rose (1962) e La ragazza di Tony (1969).
Vinse un Emmy Award per il suo ruolo nella serie televisiva La parola alla difesa e apparve in quattro episodi della celebre serie Ai confini della realtà (in cui fu l'attore con più presenze insieme a Burgess Meredith). Lavorò accanto a Humphrey Bogart e Henry Fonda in The Petrified Forest, dramma trasmesso in diretta televisiva nel 1955.
La sua fama è però sicuramente da ricondurre al ruolo di protagonista in due popolari serie televisive degli anni settanta e dei primi anni ottanta: La strana coppia (1970-1975), accanto a Tony Randall, e Quincy (1976-1983). Recitò anche nella produzione originale teatrale de La strana coppia a Broadway, dopo aver sostituito Walter Matthau, e vinse due Emmy Award per l'adattamento televisivo della celebre commedia di Neil Simon.
Ottenne la candidatura al Tony Award nel 1960 come Best Supporting Actor (Musical) per il suo ruolo in Gypsy: A Musical Fable, venendo battuto da Tom Bosley che invece recitava in Fiorello!. Durante il tour di prova nel 1959, molte canzoni furono tagliate, compreso il motivo Nice, She Ain't cantato dal personaggio di Herbie (interpretato da Klugman), e soppresso per via della pessima voce dell'attore.
Nel 1974 gli fu diagnosticato un tumore alla gola al quale sopravvisse, ma che successivamente si ripresentò, causandogli nel 1989 la perdita di una corda vocale, evento che gli lasciò una voce stridula e gracchiante; tuttavia egli continuò a recitare sia in televisione che a teatro. Negli anni novanta ebbe un ruolo da guest star in Un detective in corsia, nel quale la sua malattia fu parte del suo personaggio: nell'episodio egli interpretò infatti il ruolo di un detective precedentemente sottoposto a un intervento alla gola, il quale si trovava a dover risolvere un caso prima di morire di cancro. Apparve anche in un secondo episodio della serie, nella parte di un assassino. La sua malattia fu inclusa anche nella trama de La strana coppia: ancora insieme, un film TV in cui egli riformò il sodalizio con Tony Randall.

### Apparizioni negli anni novanta
Nel 1993 apparve in una versione speciale di Going for Gold, un programma televisivo trasmesso in Gran Bretagna. In questa puntata speciale alcune star televisive vennero opposte ai campioni precedenti dello stesso programma: Klugman, in qualità di protagonista di Quincy, vinse la puntata speciale e proseguì fino a vincere l'intera serie del 1993.
Klugman apparve anche nella prima settimana di Match Game, un revival degli anni Settanta, in cui di tanto in tanto sostituì l'allora moglie Brett Somers, quando lei divenne una presenza fissa nel programma qualche settimana dopo.
Nel 2005 partecipa al film Pazzo pranzo di famiglia con Lesley Ann Warren.
Nel 2008 Klugman fece causa alla NBC per mancato introito dei profitti su Quincy, ritenendo che la sua compagnia di produzione, la Sweater Productions, avrebbe dovuto ricevere il 25% dei guadagni netti del programma.

## Vita privata
Dal primo matrimonio con Brett Somers (sposata nel 1953), Klugman ebbe due figli, Adam (che fece una comparsa ne La strana coppia nella parte di Oscar Madison da bambino, durante un flashback), e David. Klugman e la Somers si separarono legalmente nel 1974, nonostante tecnicamente non abbiano mai divorziato e siano perciò rimasti sposati fino alla morte di lei, avvenuta nel 2007 all'età di 83 anni.
Come il suo personaggio televisivo de La strana coppia, lo stesso Klugman fu un appassionato di corse dei cavalli. Uno dei suoi animali, Jaklin Klugman, fu eletto "Cavallo dell'anno" in California nel 1980, dopo aver vinto numerose gare, tra cui il California Derby ed il Jerome Handicap, finendo invece terzo al Kentucky Derby. Il cavallo fu poi scritturato in uno spot pubblicitario per l'ippodromo di Aksarben.
È morto il 24 dicembre 2012, lo stesso giorno dell'attore suo contemporaneo Charles Durning, all'età di 90 anni, a Northridge (California), nella sua casa di Woodland Hills, assistito dalla seconda moglie Peggy Crosby, sposata nel 2008. Klugman è sopravvissuto alla maggior parte dei suoi colleghi contemporanei, nonché agli undici coprotagonisti e al regista (Sidney Lumet) del film La parola ai giurati.

### L'amicizia con Tony Randall
Una grande amicizia lo legò a Tony Randall, suo co-protagonista ne La strana coppia, alla cui morte Klugman pronunciò l'elogio funebre dichiarando: "un mondo senza Tony Randall è un mondo che non riesco a riconoscere".
Nel 2005 Klugman pubblicò Tony And Me: A Story of Friendship, un libro sulla sua lunga amicizia e collaborazione artistica con Randall. Al libro era allegato anche un DVD contenente alcuni "dietro le quinte" de La strana coppia, mai trasmessi.

## Filmografia

### Attore

#### Cinema
- Grubstake, regia di Larry Buchanan (1952)
- La mano invisibile (Time Table), regia di Mark Stevens (1956)
- La parola ai giurati (12 Angry Men), regia di Sidney Lumet (1957)
- Lama alla gola (Cry Terror!), regia di Andrew L. Stone (1958)
- I giorni del vino e delle rose (Days of Wine and Roses), regia di Blake Edwards (1962)
- Ombre sul palcoscenico (I Could Go on Singing), regia di Ronald Neame (1963)
- L'assassino viene ridendo (The Yellow Canary), regia di Buzz Kulik (1963)
- Act One, regia di Dore Schary (1963)
- Da New York: la mafia uccide (Je vous salue, mafia!), regia di Raoul Lévy (1965)
- Inchiesta pericolosa (The Detective), regia di Gordon Douglas (1968)
- I sei della grande rapina (The Split), regia di Gordon Flemyng (1968)
- La ragazza di Tony (Goodbye, Columbus), regia di Larry Peerce (1969)
- Una fattoria a New York City (Who Says I Can't Ride a Rainbow!), regia di Edward Mann (1971)
- Panico nello stadio (Two-Minute Warning), regia di Larry Peerce (1976)
- L'orgoglio di un figlio (The Twilight of the Golds), regia di Ross Kagan Marks (1996)
- Strani miracoli (Dear God), regia di Garry Marshall (1996)
- Pazzo pranzo di famiglia (When Do We Eat?), regia di Salvador Litvak (2005)
- Camera Obscura, regia di Drew Daywalt (2010)

#### Televisione
- Actor's Studio – serie TV, 1 episodio (1950)
- Suspense – serie TV, 1 episodio (1950)
- Celanese Theatre – serie TV, 1 episodio (1952)
- The Big Story – serie TV, 1 episodio (1953)
- Short Short Dramas – serie TV, 1 episodio (1953)
- Colonel Humphrey Flack – serie TV, 2 episodi (1953)
- Inside Detective – serie TV, 1 episodio (1954)
- Inner Sanctum – serie TV, 3 episodi (1954)
- The Greatest Gift – serie TV (1954)
- Producers' Showcase – serie TV, 1 episodio (1955)
- I segreti della metropoli (Big Town) – serie TV, 2 episodi (1955)
- Climax! – serie TV, 1 episodio (1955)
- Treasury Men in Action – serie TV, 1 episodio (1955)
- Appointment with Adventure – serie TV, 1 episodio (1955)
- The Philco Television Playhouse – serie TV, 3 episodi (1953-1956)
- Goodyear Television Playhouse – serie TV, 3 episodi (1955-1956)
- Armstrong Circle Theatre – serie TV, 2 episodi (1955-1956)
- Justice – serie TV, 4 episodi (1954-1956)
- The United States Steel Hour – serie TV, 4 episodi (1954-1956)
- The Alcoa Hour – serie TV, 2 episodi (1957)
- Alfred Hitchcock presenta (Alfred Hitchcock Presents) – serie TV, episodio 3x02 (1957)
- Gunsmoke – serie TV, episodio 3x18 (1958)
- Suspicion – serie TV, 3 episodi (1957-1958)
- General Electric Theater – serie TV, episodio 6x32 (1958)
- The Investigator – serie TV, 1 episodio (1958)
- Studio One – serie TV, 4 episodi (1955-1958)
- Kraft Television Theatre – serie TV, 5 episodi (1955-1958)
- Kiss Me, Kate – film TV (1958)
- Playhouse 90 – serie TV, 3 episodi (1957-1959)
- Folio – serie TV, 1 episodio (1959)
- The Walter Winchell File – serie TV, 1 episodio (1959)
- Sunday Showcase – serie TV, 1 episodio (1960)
- Special for Women: The Cold Woman – film TV (1960)
- The Million Dollar Incident – film TV (1961)
- Follow the Sun – serie TV, episodio 1x06 (1961)
- Straightaway – serie TV, 1 episodio (1961)
- Quest – serie TV, 1 episodio (1962)
- Corruptors (Target: The Corruptors) – serie TV, episodi 1x02-1x18 (1961-1962)
- The New Breed – serie TV, episodio 1x24 (1962)
- Lotta senza quartiere (Cain's Hundred) – serie TV, 1 episodio (1962)
- Gli intoccabili (The Untouchables) – serie TV, 2 episodi (1961-1963)
- La città in controluce (Naked City) – serie TV, 6 episodi (1959-1963)
- Ai confini della realtà (The Twilight Zone) – serie TV, 4 episodi (1960-1963)
- Sotto accusa (Arrest and Trial) – serie TV, episodio 1x10 (1963)
- Jackie Gleason: American Scene Magazine – serie TV, 1 episodio (1964)
- Il virginiano (The Virginian) – serie TV, episodio 2x16 (1964)
- La parola alla difesa (The Defenders) – serie TV, 3 episodi (1961-1964)
- La grande avventura (The Great Adventure) – serie TV, episodio 1x18 (1964)
- Harris Against the World – serie TV, 13 episodi (1964-1965)
- Il fuggiasco (The Fugitive) – serie TV, 2 episodi (1963-1965)
- The Crisis – serie TV, 2 episodi (1964-1965)
- Ben Casey – serie TV, 2 episodi (1962-1965)
- Polvere di stelle (Bob Hope Presents the Chrysler Theatre) – serie TV, 2 episodi (1964-1966)
- Fame Is the Name of the Game – film TV (1966)
- Garrison Commando (Garrison's Gorillas) – serie TV, episodio 1x04 (1967)
- Dove vai Bronson? (Then Came Bronson) – serie TV, 1 episodio (1969)
- F.B.I. (The F.B.I.) – serie TV, 2 episodi (1965-1970)
- I nuovi medici (The Bold Ones: The New Doctors) – serie TV, 1 episodio (1970)
- Reporter alla ribalta (The Name of the Game) – serie TV, 3 episodi (1969-1970)
- The Carol Burnett Show – serie TV, 1 episodio (1972)
- Love, American Style – serie TV, 2 episodi (1971-1972)
- Detective anni '30 (Banyon) – serie TV, 1 episodio (1972)
- Poor Devil – film TV (1973)
- The Underground Man – film TV (1974)
- La strana coppia (The Odd Couple) – serie TV, 114 episodi (1970-1975)
- One of My Wives Is Missing – film TV (1976)
- Insight – serie TV, 3 episodi (1964-1979)
- Quincy (Quincy M.E.) – serie TV, 148 episodi (1976-1983)
- Parade of Stars – film TV (1983)
- Love Boat (The Love Boat) – serie TV, 2 episodi(1985)
- You Again? – serie TV, 26 episodi (1986-1987)
- Il giro del mondo in 80 giorni (Around the World in 80 Days) – miniserie TV, 3 episodi (1989)
- The Odd Couple: Together Again – film TV (1993)
- Parallel Lives – film TV (1994)
- Shining Time Station: Second Chances – film TV (1995)
- Biography – serie TV documentaristica, 1 episodio (1997)
- Un detective in corsia (Diagnosis Murder) – serie TV, 2 episodi (1997-1999)
- Due papà da Oscar (Brother's Keeper) – serie TV, 1 episodio (1999)
- Oltre i limiti (The Outer Limits) – serie TV, 1 episodio (2000)
- Squadra emergenza (Third Watch) – serie TV, 1 episodio (2000)
- Crossing Jordan – serie TV, episodio 1x21 (2002)
- Presidio Med – serie TV, 1 episodio (2002)

### Regista
- Kraft Television Theatre – serie TV, episodio 11x50 (1958)
- Kraft Mystery Theater – serie TV, numero di episodi sconosciuti (1961)

### Scrittore
- Kraft Television Theatre – serie TV, episodi 10x43-11x16 (1957-1958)
- Quincy (Quincy M.E.) – serie TV, 4 episodi (1977-1983)

## Riconoscimenti
- 1 Tony Award: 1960 per il dramma musicale Gypsy: A Musical Fable;
- 3 Emmy Awards (su 10 candidature): 
  - Migliore attore protagonista in una miniserie o film per La parola alla difesa (The Defenders): 1964;
  - per La strana coppia: 1971 e 1973; Migliore attore in una serie commedia
- 2 Golden Globe per il miglior attore in una serie commedia o musicale 1972 e 1974;
- Stella alla Hollywood Walk of Fame (Televisione), 6555 Hollywood Blvd.

## Doppiatori italiani
Nelle versioni in italiano delle opere in cui ha recitato, Jack Klugman è stato doppiato da:
- Renato Turi in La parola ai giurati, Ombre sul palcoscenico,  I sei della grande rapina
- Gianni Mantesi in Quincy
- Emilio Cigoli ne I giorni del vino e delle rose
- Bruno Persa in Inchiesta pericolosa
- Ferruccio Amendola in La strana coppia (1ª edizione)
- Vittorio Di Prima in La strana coppia (2ª edizione)
- Sergio Fiorentini in Panico nello stadio
- Glauco Onorato ne Il giro del mondo in 80 giorni
- Fabio Mazzari in Strani miracoli
- Sandro Tuminelli in Un detective in corsia
- Gianni Musy in Crossing Jordan
- Goffredo Matassi in Pazzo pranzo di famiglia